# Electronic Entertainment Expo 2000
L’Electronic Entertainment Expo 2000, communément appelé E3 2000, est la 6e édition de ce salon consacré exclusivement aux jeux vidéo. Il s'est tenu du 11 au 13 mai 2000 au Los Angeles Convention Center à Los Angeles.

## Liste des nommés
Best of Show
- Black and White (PC)

Meilleur jeu original
- Black and White (PC)

Meilleur jeu PC
- Black and White

Meilleur jeu console
- Jet Set Radio (Dreamcast)

Meilleur matériel PC
- nVidia GeForce 2

Meilleur matériel console
- Xbox

Meilleur jeu d'action
- Halo: Combat Evolved (PC)

Meilleur jeu d'action/aventure
- Escape from Monkey Island (PC)

Meilleur jeu de combat
- Ultimate Fighting Championship (Dreamcast)

Meilleur jeu de rôle
- Neverwinter Nights (PC)

Meilleur jeu de course
- Motor City Online (PC)

Meilleur jeu de simulation
- MechWarrior 4: Vengeance (PC)

Meilleur jeu de sport
- Madden NFL 2001 (PlayStation 2)

Meilleur jeu de stratégie
- Black and White (PC)

Meilleur jeu de puzzle
- Samba de Amigo (Dreamcast)

Meilleur jeu multijoueur en ligne
- Neverwinter Nights (PC)